# Мектеб

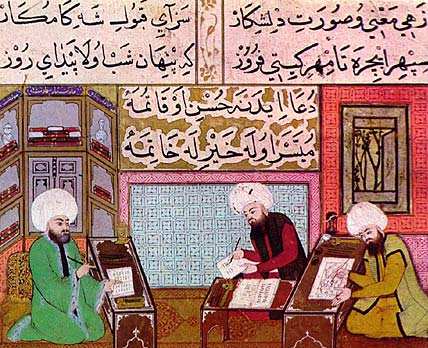
Вчитель і учні в османському мектебе.

Мектеб (араб. مكتب мактаб) — мусульманська (як правило) початкова школа в країнах Сходу і Російській імперії. Переважно навчали дітей читання, письма, граматики та ісламу.

## Етимологія
Слово мектеб (араб. Мактаб) буквально перекладається як «там, де пишуть». Його вживають у значенні школи, а також письмового столу. У різних мовах воно звучить по-різному: мектеб, мактаб, мектеп, мактаб, мактап і т. д. Мектеб також відомі як куттаб (араб. школа). Попри те, що в арабському світі мектеб означає тільки початкову школу, в перських мовах це слово означає початкову і середню школу. Ібн Сіна також використовував цей термін.

## Історія
У середньовічному ісламському світі мектеби відомі принаймні з X століття. Як і медресе (які належали до вищої освіти), мектеби зазвичай створювалися при медресе. У X столітті правознавець (факіха) шафіїтського мазхаба Ібн Хаджар аль-Хайт обговорював мектеби у своїх роботах. У відповідь на запит від колишнього судді, який керував початковою школою для сиріт Мадхаб (Madhab), аль-Хайт видав фатву, що описувала структуру навчання в мектебах, у якій заборонялася будь-яка фізична або економічна експлуатація сиріт.
В XI столітті знаменитий перський філософ і вчитель Ібн Сіна (відомий на Заході як Авіценна), в одній зі своїх книг написав главу про мектеби, яка має назву «Роль вчителя в навчанні та вихованні дитини», як керівництво вчителям, що працюють у мектебах. Він писав, що діти краще засвоюють знання та навички в класах, а не під час індивідуального навчання. Він доводив, що велике значення в процесі засвоєння нового матеріалу мають змагання і суперництво серед учнів, а також групове обговорення і дебати. Ібн Сіна описав навчальний план звичайного мектеба, розділивши його на дві стадії: початкову школу і середню.

## Початкова освіта
Ібн Сіна писав, що дітей необхідно посилати в мектеби з 6 років і навчати початкової освіти до 14. У цей період вони повинні вчити Коран, ісламську метафізику, мову, літературу, ісламську етику, і навички звичайного життя.

## Середня освіта
Ібн Сіна вважав середню освіту етапом спеціалізації, коли школярі повинні почати отримувати практичні навички, які були б корисні в їх майбутній роботі, незалежно від соціального статусу дитини. Він вважав, що діти після 14 повинні мати право вибору предметів навчання, які їм цікаві: читання, майстерність, поезія, духовна освіта, медицина, геометрія, торгівля і комерція, мистецтво, або будь-який інший предмет який був би їм корисний в їх майбутній професії. Він писав, що це проміжний етап і що необхідно бути гнучким, дозволяючи кожному учневі закінчувати школу у своєму темпі, враховуючи різну швидкість дорослішання і складність предметів.

## Грамотність
У середньовіччі грамотність у мусульманському світі була однією з найвищих і цінність освіти зростала. Її можна порівняти з грамотністю населення давніх Афін. Поява мектебів і медресе відіграла в цьому величезну роль.
До засобів виховання в мектебах могли належати не тільки ляпаси, потиличники й кулаки, але також у широкому вжитку були палиці «чубуки», якими вчитель (ходжа, домулла) бив учня, що завинив. Одним з видів покарання були паличні удари по підошвах ніг (фалака). Вчителі переконували мусульман, що биті палицями місця дитини, якщо ті опиняться в раю, — засяють небесним світлом, а в пеклі ті місця не будуть горіти незгасним полум'ям.
В кінці XIX — на початку XX століття під впливом джадидистів виникли напівсвітські початкові школи. У навчальний курс увійшли: рідна мова й література, історія, російська мова та інші світські дисципліни. З'явилися жіночі мектеби. Після революції 1917 року мектеби були закриті або перетворені у звичайні радянські школи.

## Топоніми
На території Ногайського степу існують населені пункти, до назви яких входить слово мектеб: Тереклі-Мектеб — адміністративний центр Ногайського району Дагестану, Махмуд-Мектеб і Тукуй-Мектеб у Нефтекумському районі Ставропольського краю. Ці ногайські поселення були засновані при школах, що й увічнено в їхніх назвах.